# NGC 845
NGC 845 je galaksija u zviježđu Andromeda.

## Vanjske poveznice
- SEDS: NGC 845